# Dolhasca
Dolhasca è una città della Romania di 11 289 abitanti, ubicata nel distretto di Suceava, nella regione storica della Moldavia. 
Fanno parte dell'area amministrativa anche le località di Budeni, Gulia, Poiana, Poienari, Probota, Siliștea Nouă e Valea Poienei.
Cajvana ha ottenuto lo status di città nel 2004.
Nei pressi di Dolhasca si trova il Monastero di Probota, fatto costruire nel XVI secolo dal voivoda Petru IV Rareș ivi sepolto.